# كورنيليوس غريني
كورنيليوس غريني (بالإنجليزية: Cornelius Greene)‏ هو لاعب كرة قدم أمريكية ولاعب كرة القدم الكندية أمريكي، ولد في 21 يناير 1954 في واشنطن العاصمة في الولايات المتحدة.